# Luisa Armenteros
María Luisa Armenteros (Madrid, 1951) es una actriz española.

## Biografía
Se formó en la RESAD junto a, entre otros, Manuel Dicenta, Mercedes Prendes y José Carlos Plaza. Su estreno artístico viene de la mano de José Luis Alonso cuando participa, a los 19 años, en el montaje de la obra de Valle-Inclán, Romance de lobos. En los siguientes diez años, concentra su actividad artística en los escenarios, y de nuevo con Alonso de Santos, interpreta El círculo de tiza caucasiano (1971) Bertolt Brecht, Antígona (1971), de Sófocles en el Teatro romano de Mérida y Las cítaras colgadas de los árboles (1976), de Antonio Gala.
Había debutado en televisión en 1972 en el programa Divertido siglo, de Fernando García de la Vega. Pero es a partir de 1980 cuando comienzan a ser habituales sus apariciones en la pequeña pantalla, e interviene en varias obras de teatro televisado del espacio Estudio 1 hasta 1980 y que incluyen Una mujer sin importancia, El perro del hortelano, La dama boba y El genio alegre. En 1981 presentó el programa Mis terrores favoritos, junto a Narciso Ibáñez Serrador y en 1985 participó en el montaje de la revista Ana María en el espacio La comedia musical española.
Debutó en el cine en 1981 y ha rodado una decena de títulos, casi todos comedias de los años 1980 y la mitad a las órdenes de Mariano Ozores y junto a Esteso y Pajares: Padre no hay más que dos (1981), El hijo del cura (1982), El currante (1983), La Lola nos lleva al huerto (1984) y El cura ya tiene hijo (1984).
En 1989 dobló a la Princesa Shaila en la serie de animación La corona mágica.
Desde 1990 ha compatibilizado teatro y televisión. Sobre los escenarios ha recreado a los clásicos del Siglo de Oro en obras como Fuenteovejuna (1988), de Lope de Vega o El lindo don Diego (1990), de Agustín Moreto. En la pequeña pantalla ha intervenido episódicamente en series como Farmacia de guardia (1994), Todos los hombres sois iguales (1997), Compañeros (1999), ¿Se puede? (2004) y El comisario (2005).
Está casada con el actor Luis Lorenzo.

## Teatro
- Noche de guerra en el Museo del Prado (2003), de Rafael Alberti.[2]
- La mirada de Julia (2000), de Juanjo Granda.
- El becerro de metal (1998), de Emilia Pardo Bazán.
- La loba (1993), de Lillian Hellman.[3]
- El arrogante español (1991), de Lope de Vega.
- El lindo don Diego (1990), de Agustín Moreto.[4]
- El mágico prodigioso (1989), de Calderón de la Barca.
- Fuenteovejuna (1988), de Lope de Vega.
- La pájara pinta (1987), de Rafael Alberti.
- No hay burlas con el amor (1986), de Calderón de la Barca.
- La puerta del ángel (1986), de José López Rubio.[5]
- Al derecho y al revés (1984), de Michael Frayn
- La dama de Alejandría (1980), de Calderón.[6]
- Las cítaras colgadas de los árboles (1976), de Antonio Gala.[7]
- La jaula (1972), de José Fernando Dicenta.[8]
- Antígona (1971), de Sófocles en el Teatro romano de Mérida.
- El círculo de tiza caucasiano (1971) de Bertolt Brecht.
- Romance de lobos (1970), de Valle-Inclán.